# Chuyến bay 147 của Biman Bangladesh Airlines
Chuyến bay 147 của Biman Bangladesh Airlines (BG147/BBC147) là chuyến bay theo lịch trình từ sân bay quốc tế Hazrat Shahjalal, Bangladesh đến sân bay quốc tế Dubai, UAE, điểm dừng ở sân bay quốc tế Shah Amanat vào ngày 24 tháng 2 năm 2019. Máy bay, một chiếc Boeing 737-800 đã bị không tặc 252 km (157 dặm) về phía Đông nam Dhaka bởi tên khủng bố đơn độc 25 tuổi tên là Polash Ahmed. Chiếc máy bay phải hạ cánh khẩn cấp tại điểm dừng chân của mình. Ahmed sau đó đã bị lực lượng đặc nhiệm Bangladesh bắn chết. Tất cả 134 hành khách và 14 thành viên phi hành đoàn sống sót, duy nhất một tiếp viên hàng không bị thương vì bị trúng đạn.

## Máy bay
Chiếc Boeing 737-8E9 (MSN: 40335/5715), đăng ký S2-AHV được chế tạo năm 2015 và bay lần đầu tiên vào ngày 11 tháng 12 năm 2015. Máy bay này là chiếc thứ hai thuộc loại mới được chuyển cho Biman Bangladesh Airlines từ Boeing vào giữa năm 2016. Vào thời điểm bị không tặc được 3 năm và 3 tháng tuổi.

## Cuộc không tặc và bị bắn chết

### Trước khi bị không tặc
Theo internet, dịch vụ theo dõi máy bay FlightAware, S2-AHV đã bay chuyến bay thứ ba trong ngày là 147. Chuyến bay trước đó là chuyến bay đặc biệt chở nữ thủ tướng Bangladesh Sheikh Hasina đến Chittagong. 2 giờ sau, máy bay cất cánh đi Dubai lúc 17:13.

### Không tặc
Phi hành đoàn nhận thấy Polash Ahmed trong chuyến bay 147 hành động kỳ lạ, sau đó Ahmed dùng súng đồ chơi (không mang theo chất nổ) vào buồng lái khống chế phi công, yêu cầu hạ cánh khẩn cấp và đe dọa sẽ cho nổ tung máy bay. Sau khi hạ cánh tại sân bay chính là điểm dừng của mình, hành khách và phi hành đoàn đã được sơ tán. Hắn có một vấn đề cá nhân với vợ, hắn còn đòi nói chuyện với thủ tướng Sheikh Hasina.

### Bị bắn chết
Chiếc 737 sau đó đã bị bao vây bởi lực lượng quân đội, không quân và cảnh sát, yêu cầu Ahmed thả vũ khí đầu hàng. Tên này vẫn ngoan cố, cầm vũ khí cố thủ, sau đó hắn đã bị bắn chết. Chưa rõ có bao nhiêu phát súng đã bắn ra.

## Kẻ không tặc
Tên không tặc Polash Ahmed, cư trú tại Narayanganj, miền trung Bangladesh, sau khi dấu vân tay của hắn khớp với dấu vết của một người trong cơ sở dữ liệu tội phạm. Hắn bị buộc tội trong một vụ bắt cóc vào ngày 22 tháng 2 năm 2012. Ahmed đã sử dụng Mahibi Jahan làm tên hồ sơ Facebook của mình.
Ahmed là chồng của nữ diễn viên đoạt Giải thưởng Điện ảnh Quốc gia Shamsun Nahar Shimla; 2 người đã ly hôn vào tháng 11 năm 2018, hắn có một đứa con trai 2 tuổi.